# 기본 영역
주어진 위상 공간과 그 위에 작용하는 군이 주어지면, 하는 한 점에 대한 군 작용의 상은 작용의 궤도를 형성한다. 기본 영역은 이러한 각 궤도에서 정확히 한 지점을 포함하는 공간의 부분 집합이다. 그것은 궤도를 대표하는 추상적 집합에 대한 기하학적 구현으로 사용된다.
기본 영역을 선택하는 방법에는 여러 가지가 있다. 일반적으로 기본 영역은 경계에 일부 조건(예: 매끄러운 경계 또는 다면체의 모서리)이 있는 연결 부분 집합이어야 한다. 군 작용 아래에서 선택한 기본 영역의 상은 공간을 바둑판식으로 배열한다. 기본 영역의 일반적인 구성 중 하나는 보로노이 도식을 사용한다.

## 일반적인 정의에 대한 실마리

몫이 토러스인 복소 평면 및 기본 영역의 격자이다.

위상동형사상에 의한 위상 공간 {\displaystyle X}에서 군 {\displaystyle G}의 작용이 주어지면 이 작용의 기본 영역은 궤도들의 대표원 집합 {\displaystyle D}이다. 이는 일반적으로 몇 가지 정확하게 정의된 방식 중 하나로 위상적으로 충분히 좋은 집합이어야 한다. 한 가지 일반적인 조건은 {\displaystyle D}가 {\displaystyle X}에 대한 특정 (준)불변 측도에 대해 영 측도 집합과 {\displaystyle X}의 열린 집합의 대칭차라는 점에서 {\displaystyle D}가 거의 열린 집합이라는 것이다. 기본 영역은 항상 자유 정규 집합 {\displaystyle U}, {\displaystyle G}에 의해 서로소인 복사본으로 이동하는 열린 집합을 포함하며 궤도를 나타내는 데 거의 {\displaystyle D}만큼 우수하다. 종종 {\displaystyle D}는 약간의 반복이 있는 코셋 대표의 완비 집합이 되어야 하지만 반복되는 부분은 영측도이다. 이것은 에르고딕 이론의 전형적인 상황이다. 기본 영역이 {\displaystyle X/G}에 대한 적분을 계산하는 데 사용되는 경우 영측도 집합은 중요하지 않다.
예를 들어, {\displaystyle X}가 {\displaystyle n}차원의 유클리드 공간 {\displaystyle \mathbb {R} ^{n}}이고 {\displaystyle G}가 평행 이동에 의해 작용하는 격자 {\displaystyle \mathbb {Z} ^{n}}일 때, 몫 {\displaystyle X/G}는 {\displaystyle n}차원 원환면이다. 여기에서 기본 영역 {\displaystyle D}는 {\displaystyle [0,1)^{n}}으로 볼 수 있으며, 이것은 열린 집합 {\displaystyle (0,1)^{n}}과 영 측도 집합 또는 닫힌 단위 입방체 {\displaystyle [0,1]^{n}}과 다르다. 궤도가 {\displaystyle D}에서 둘 이상의 대표원들을 갖는 점으로 구성된다.

## 예
3차원 유클리드 공간 {\displaystyle \mathbb {R} ^{3}}의 예.
- {\displaystyle n} 겹 회전의 경우: 궤도는 축 주위의 {\displaystyle n} 개 점들의 집합이거나 축의 한 점이다. 기본 영역은 섹터이다.
- 주어진 평면에서의 반사: 궤도는 평면의 각 측면에 하나씩 2개의 점 집합이거나 평면의 한 점이다. 기본 영역은 해당 평면으로 경계가 지정된 반공간이다.
- 점에서의 반사를 위해: 궤도는 2개의 점의 집합이며, 중심으로만 구성된 하나의 궤도를 제외하고 중심의 각 측면에 하나씩 있다. 기본 영역은 중심을 통과하는 임의의 평면으로 경계가 지정된 반공간이다.
- 주어진 한 직선에 대한 180° 회전의 경우: 궤도는 축에 대해 서로 반대편에 있는 2개의 점 집합이거나 축의 한 점이다. 기본 영역은 주어진 직선을 통과하는 임의의 평면으로 경계가 지정된 반 공간이다.
- 한 방향으로 이산 병진 대칭의 경우: 궤도는 병진 벡터 방향으로 1차원 격자의 병진이다. 기본 영역은 무한한 판이다.
- 두 방향의 이산 병진 대칭: 궤도는 병진 벡터를 통해 평면의 2차원 격자를 평행 이동 시킨다. 기본 영역은 평행사변형 단면을 갖는 무한한 막대이다.
- 세 방향의 이산 병진 대칭: 궤도는 격자의 평행이동이다. 기본 영역은 보로노이 도식라고도 하는 직육면체 또는 위그너-자이츠 격자와 같은 단위 격자이다.

다른 대칭과 결합된 병진 대칭의 경우 기본 영역은 기본 셀의 일부이다. 예를 들어, 벽지군의 경우 기본 영역은 기본 격자보다 1, 2, 3, 4, 6, 8 또는 12 작은 요소이다.

## 모듈러 군의 기본 영역

각 삼각형 영역은 의 자유 정규 집합이다. 회색 영역(삼각형의 세 번째 점이 무한대에 있음)은 표준적 기본 영역이다.

오른쪽 도식은 상반평면 {\displaystyle H}에서 모듈러 군 {\displaystyle \Gamma }의 작용에 대한 기본 영역 구성의 일부를 보여준다.
이 유명한 도식은 모듈러 함수에 대한 모든 고전 연구에 나타난다. (아마도 가우스에게 잘 알려져 있었을 것이다. 그는 이차 형식의 축소 이론을 연구하며 기본 영역을 다루었다.) 여기서 각 삼각형 영역(파란색 선으로 둘러싸인)은 {\displaystyle H}에 대한 {\displaystyle \Gamma } 작용의 자유 정규 집합이다. 경계(파란색 선)는 자유 정규 집합의 일부가 아니다. {\displaystyle H/\Gamma }의 기본 영역을 구성하려면 이러한 점을 이중 계산하지 않도록 주의하면서 경계에 점을 할당하는 방법도 고려해야 한다. 따라서 이 예에서 자유 정규 집합은 다음과 같다:
{\displaystyle U=\left\{z\in H:\left|z\right|>1,\,\left|\,{\mbox{Re}}(z)\,\right|<{\frac {1}{2}}\right\}.}
기본 영역은 왼쪽에 경계를 추가하고 가운데 지점을 포함하여 하단에 호의 절반을 추가하여 구성된다.
{\displaystyle D=U\cup \left\{z\in H:\left|z\right|\geq 1,\,{\mbox{Re}}(z)={\frac {-1}{2}}\right\}\cup \left\{z\in H:\left|z\right|=1,\,{\frac {-1}{2}}<{\mbox{Re}}(z)\leq 0\right\}.}
기본 영역의 일부로 포함할 경계 지점의 선택은 임의적이며 저자마다 다르다.
기본 영역을 정의하는 데 있어 가장 어려운 부분은 집합 자체를 정의 하는 것이 아니라 영역 경계에서 극점과 영점이 있는 함수를 적분할 때 기본 영역에 대한 적분을 처리하는 방법에 있다.

## 같이 보기
- 자유 정칙 집합
- 기본 다각형
- 브릴루앙 영역
- 주기의 기본 쌍
- 피터슨 내적
- 뾰족한 이웃